# Corvette C8

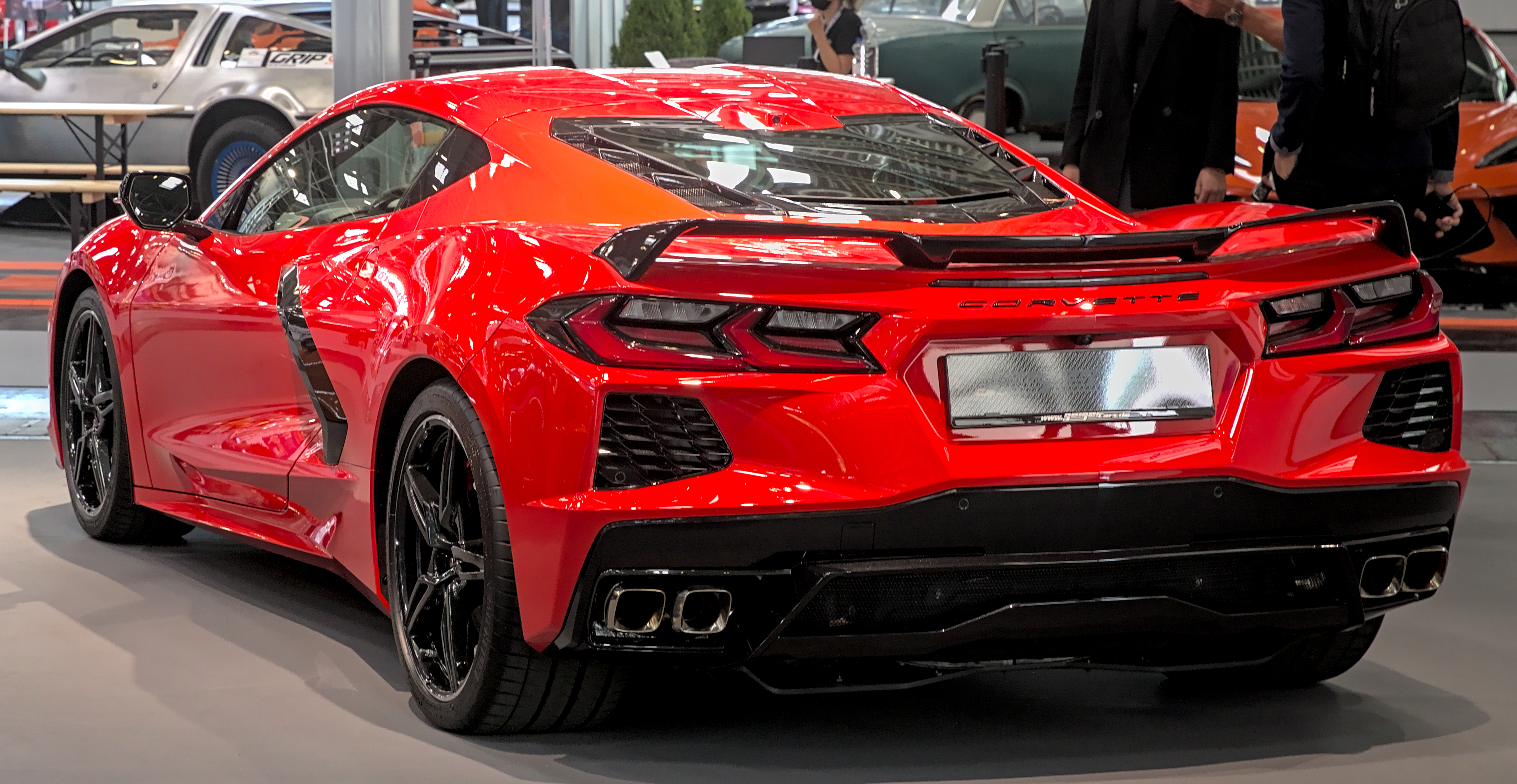
Heckansicht

Die Chevrolet Corvette C8 ist die achte Modellgeneration eines  Sportwagens des amerikanischen Automobilkonzerns General Motors. In Serie produziert wird sie seit Februar 2020, der ursprünglich im 4. Quartal 2019 geplante Start musste wegen eines Streiks verschoben werden. Sie ist die erste Generation der Corvette mit vor der Hinterachse positioniertem Mittelmotor.

## Hintergrund

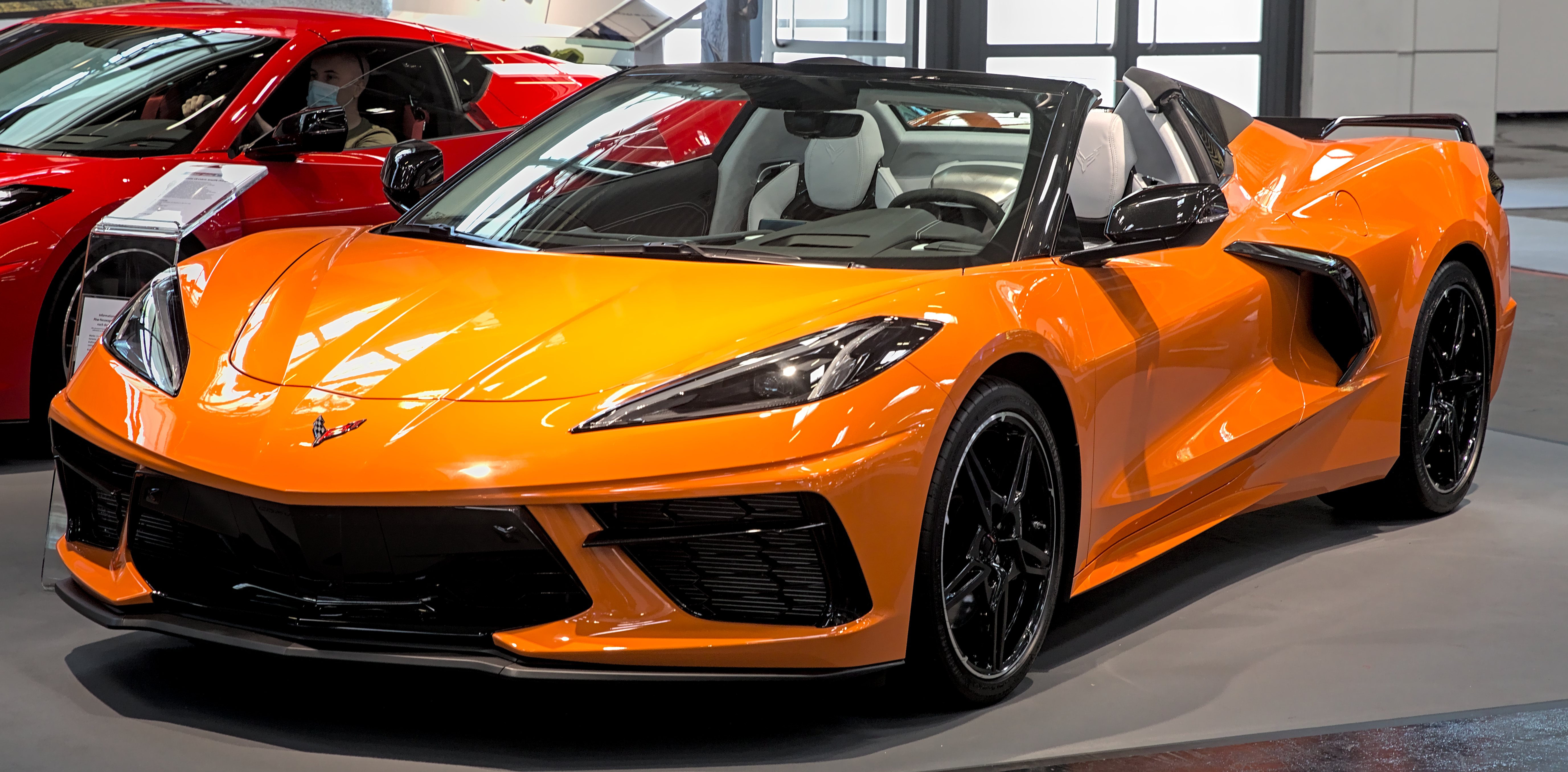
Corvette C8 Cabriolet (seit 2020)

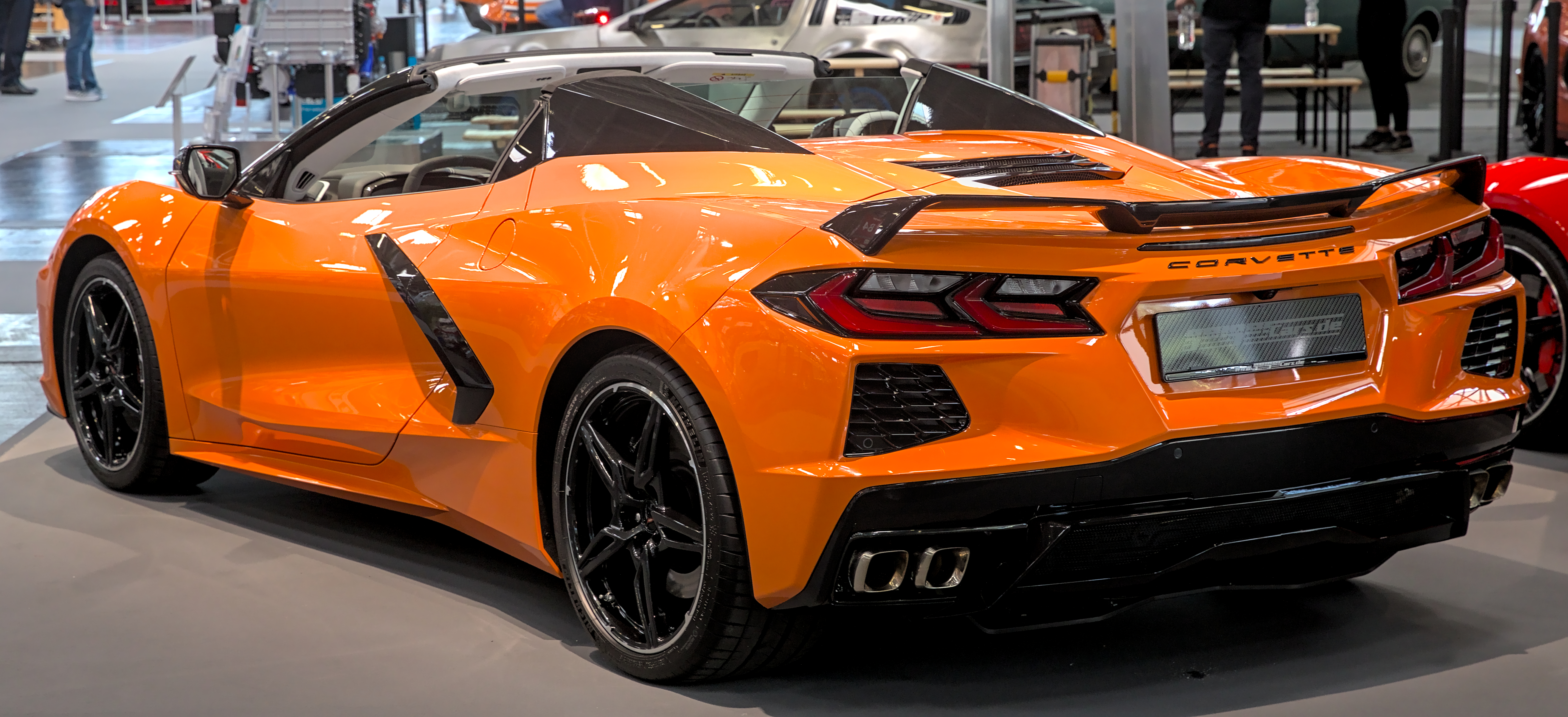
Heckansicht

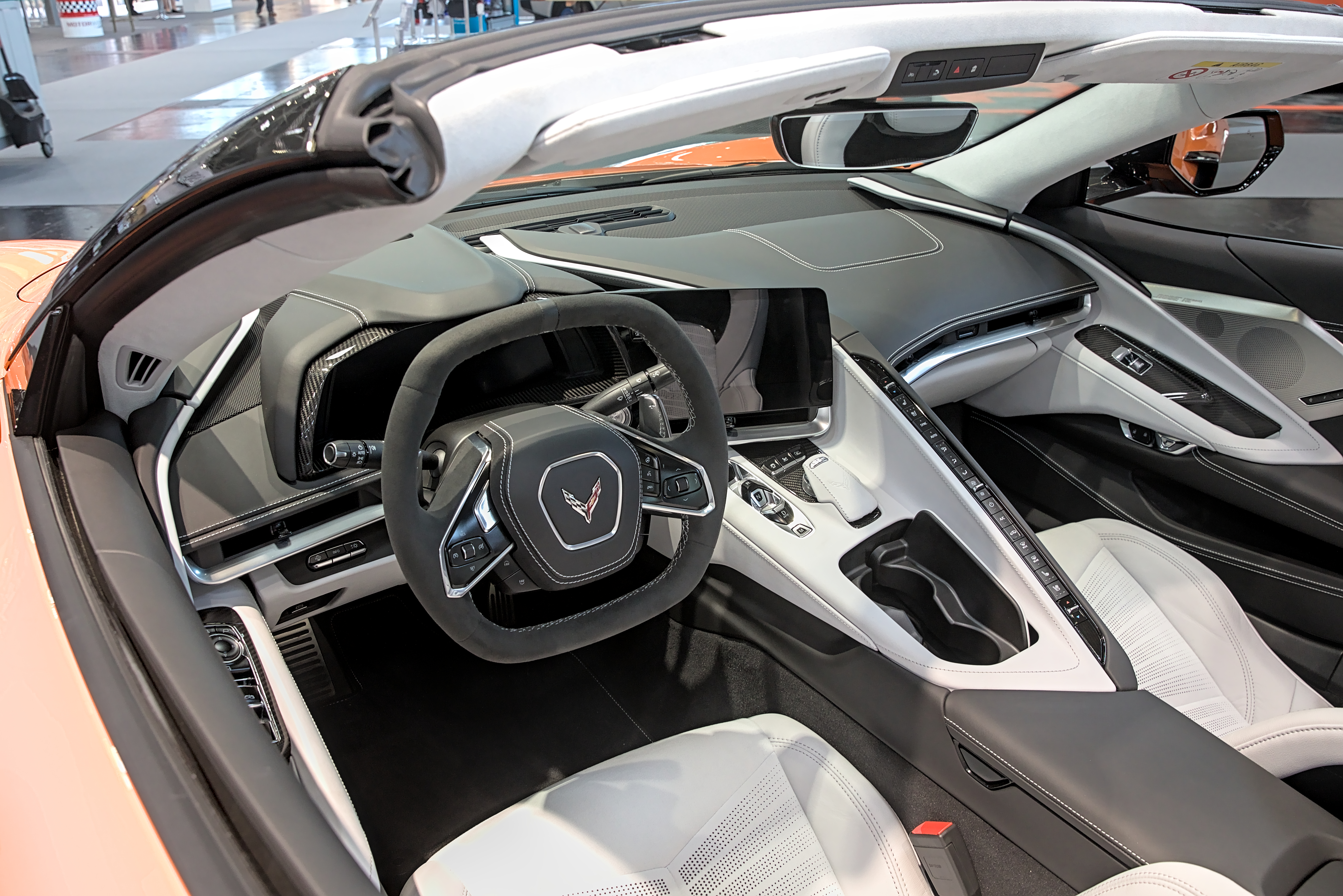
Innenansicht

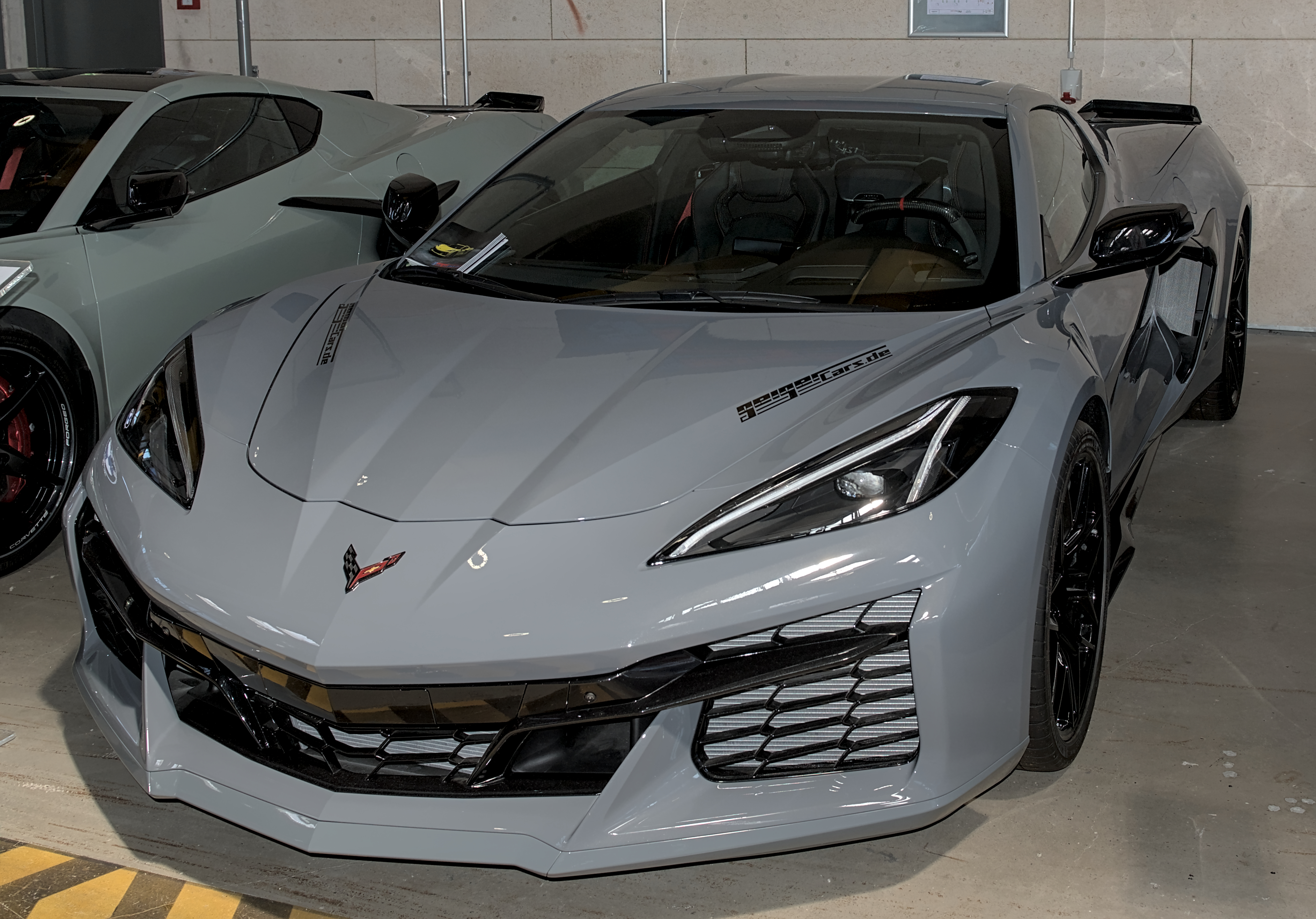
Corvette C8 Z06 (seit 2022)

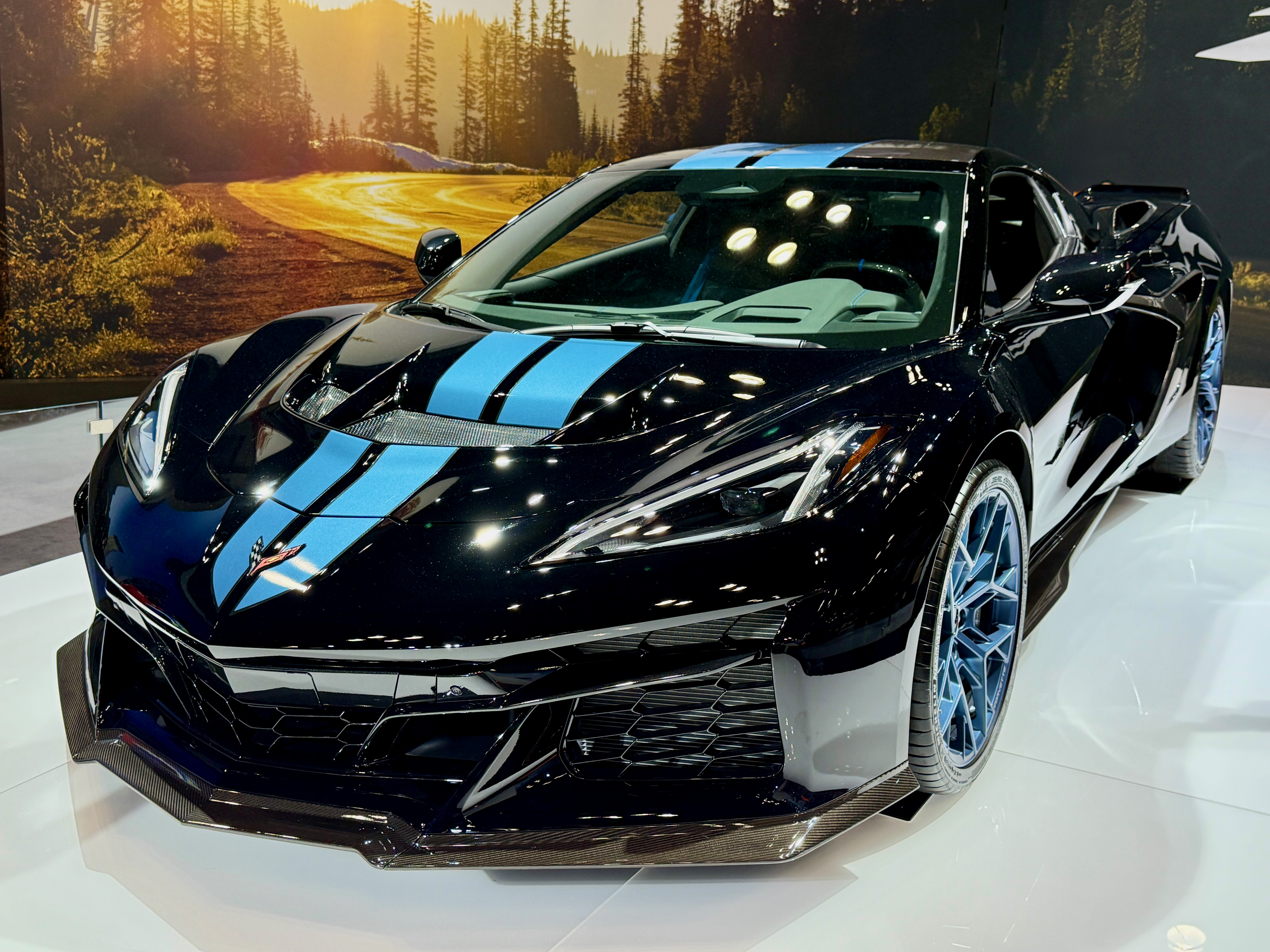
Corvette C8 ZR1 (seit 2025)

Nachdem der Motor seit der Corvette C2 über sechs Generationen stets als Frontmittelmotor, das heißt im Vorderwagen des Fahrzeugs hinter der Vorderachse eingebaut wurde, stellte der Hersteller die Motoreinbaulage der Modellreihe mit der neuen Generation auf einen Motor vor der Hinterachse und hinter dem Fahrer um. Schon Jahrzehnte davor setzte sich GM mit diesem Konzept für einen Sportwagen auseinander.

## Modellgeschichte
Am 18. Juli 2019 präsentierte GM die Coupévariante in Tustin, Orange County, im US-Bundesstaat Kalifornien. Erstmals in größerem Rahmen öffentlich präsentiert wurde das Fahrzeug Ende Juli 2019 auf dem Concours d’Elegance of America in Plymouth, US-Bundesstaat Michigan. Seit Ende August 2019 ist im National Corvette Museum ein 2018 hergestelltes Prototypfahrzeug ausgestellt. Ursprünglich wurde von einer früheren Premiere im Jahr 2019 ausgegangen, Insidern zufolge wurde sie jedoch durch technische Probleme verzögert.
Vom Cabriolet wurden während der Vorstellung des Coupés erste Bilder gezeigt, formal wurde es jedoch erst am 2. Oktober 2019 Medienvertreter und am darauffolgenden Tag der allgemeinen Öffentlichkeit im Kennedy Space Center auf Merritt Island in Florida vorgestellt. Auch die Motorsportversion Corvette C8.R, die in der Klasse GTE teilnehmen soll, wurde im Rahmen derselben Veranstaltung gezeigt.
Der sportlichere Z06 wurde im Oktober 2021 präsentiert. Die Produktion begann im Sommer 2022. Das Topmodell ZR1 präsentierte General Motors im Juli 2024. Seit 2025 wird es gebaut. Zudem wurde es im Juni 2025 als ZR1X mit elektrischem Allradantrieb vorgestellt.

## Produktion
Wie die vorhergehenden Modellgenerationen wird das Fahrzeug in der Bowling Green Assembly Plant im US-Bundesstaat Kentucky gefertigt. Es wurden 400 zusätzliche Mitarbeiter eingestellt und eine zweite Produktionsschicht eingeführt.
Ab August 2019 wurde angenommen, die Produktion des Coupés beginne Anfang Dezember 2019 und erste Fahrzeugauslieferungen seien im Februar 2020 zu erwarten.
Ab September 2019 streikten Arbeiter, die der Gewerkschaft United Auto Workers (UAW) angehören. Letzte verbliebene Bestellungen der Corvette C7 waren dadurch nicht ausgeführt worden. Nach deren Abschluss mussten über zwei Wochen die Fertigungsanlagen auf die Corvette C8 umgebaut werden. GM vermeldete anfangs noch eine Aufnahme der Serienproduktion des Coupés gegen Jahresende 2019; für das Cabriolet wurde zunächst das erste Quartal 2020 genannt. Infolge der COVID-Maßnahmen verzögerte sich der Produktionsbeginn schließlich bis August 2020.

## Design
Das Design des Fahrzeugs orientiert sich laut Kirk Bennion, einem Designmanager für die Karosserie, an Luftfahrzeugen.
Den Innenraum gestaltete Tristan Murphy. Er entwarf unter anderem ein fahrerorientiertes Armaturenbrett, das sich in drei Bereiche aufgliedert: Bedienelemente für den Fahrer, Infotainmentbildschirm und in einer Linie längs neben dem Beifahrer Bedienelemente der Klimaanlage.

## Ausstattung
Die Corvette sollte es in drei Ausstattungslinien geben: 1LT, 2LT und 3LT. Bei allen Modellen sind unter anderem eine Zweizonen-Klimaautomatik, ein Bildschirm mit 12″-Diagonale als Kombiinstrument, ein berührungsempfindlicher 8-Zoll-Bildschirm für die Bedienung des Infotainmentsystems und ein elektrisch verstellbares Lenkrad serienmäßig. Bei den Ausstattungsvarianten 2LT und 3LT gibt es zusätzliche Ausstattungsdetails. Mit dem Ausstattungscode Z51 sollten zwei Performancepakete verfügbar sein, die sich durch die Fahrwerksabstimmung und -ausstattung unterscheiden.
Für die Karosserie werden 12 Farbtöne angeboten; im Innenraum gibt es mehr als vier Farben für die Polster und sechs Kontrastfarben z. B. für die Sicherheitsgurte.

## Technik
Als erste Generation der Corvette soll sie auch werkseitig als rechtsgelenkte Variante gebaut werden.

### Antrieb
Das Fahrzeug wird von einem V8-Ottomotor mit Direkteinspritzung angetrieben. In der Modellvariante Stingray hat der Motor des Typs LT2 einen Hubraum von 6162 cm³, bei 103,25 mm Bohrung und 92 mm Hub. Der Smallblock mit Laufbuchsen aus Gusseisen und die Zylinderköpfe sind aus mit Silizium und Kupfer-legiertem Aluminium (A319-T7) gegossen. Das Verdichtungsverhältnis beträgt 11,5 : 1. Ein Einlass- und ein natriumgefülltes Auslassventil je Zylinder werden von einer zentral zwischen den Zylinderbänken liegenden Nockenwelle über Stößel, Stoßstangen und Kipphebel betätigt. Die Steuerzeiten des Motors sind variabel. Die Trockensumpfschmierung hat drei Ölpumpen. Bei Teillast kann die Versorgung der Zylinder 2, 3, 5 und 8 (nach GM-Nummerierung) abgeschaltet werden. Die Motorwärme wird über vier Kühler, von denen zwei hinter der Frontstoßstange und zwei bei den Lufteinlässen hinter den Türen sind, an die Umgebung abgegeben.
Einziges erhältliches Getriebe ist ein Achtgang-Doppelkupplungsgetriebe mit dem Getriebecode M1L. Es wurde von GM gemeinsam mit Tremec entwickelt. Geschaltet wird es über einen elektronisch mit dem Getriebe verbundenen Wählhebel oder Schaltwippen hinter dem Lenkrad. Der Grund liegt in der Fahrzeugstruktur und der schon bei der C7 stark rückläufigen Nachfrage von Schaltgetrieben.
Der Z06 hat einen 5,5-Liter-Motor vom Typ LT6, der ZR1 vom Typ LT7.

### Karosserie
Das Fahrzeug hat eine Skelettkarosserie. Ihr Hauptwerkstoff ist Aluminium, einige Komponenten sind jedoch aus Stahl, Magnesium oder kohlenstofffaserverstärktem Kunststoff. Die meisten Bauteile sind miteinander vernietet und verschraubt, nur ein geringer Anteil ist verschweißt. Teile im Bereich der vorderen und hinteren Radaufhängungen werden aus Aluminium druckgegossen. Andere Abschnitte, wie der zur Erhöhung der Stabilität eingebaute Mitteltunnel, werden jedoch stranggepresst. Insider vermuteten zu Anfang des Jahres 2019 Probleme mit der Karosserie und zerspringenden Motorabdeckungen/Heckscheiben, aufgrund der hohen Motorleistung des Fahrzeugs, die die Fahrzeugpremiere verzögert haben sollen. Wegen des Mittelmotors hat die Corvette C8 zwei Gepäckabteile, eines vorne und eines hinten. Im hinteren soll ausreichend Raum für zwei Golftaschen sein. Alternativ kann auch das Targadach des Coupés im hinteren Gepäckraum verstaut werden.
Der Öffnungsmechanismus des Cabrioletverdecks ist elektrisch betrieben. Innerhalb von 16 Sekunden kann es hinter dem Fahrer zusammengefaltet werden. Die Fahrzeugmasse erhöht sich bei dieser Karosserievariante gegenüber dem Coupé um etwa 40 kg.

### Fahrwerk
An beiden Achsen hat das Fahrzeug eine Doppelquerlenkeraufhängung mit ungleich langen Querlenkern oben und unten (Short/long arm double wishbone). Diese sind aus Aluminium; die unteren werden gegossen und die oberen geschmiedet. Serienmäßig hat der Wagen Einrohrdämpfer mit 46 mm Durchmesser, gegen Aufpreis können sie magnetorheologisch verstellt werden. Die von Bosch zugelieferte Zahnstangenlenkung wird elektromechanisch servounterstützt.
Das Fahrzeug ist mit einem Brake-by-Wire-System ausgestattet. Dadurch soll die Kennlinie der Bremsanlage durch den Fahrer verstellbar sein. An der Vorderachse hat das Fahrzeug zweiteilige Vierkolben-Bremssättel mit Bremsscheiben, die serienmäßig einen Durchmesser von 321 mm haben, und an der Hinterachse ebenso Vierkolben-Bremssättel, die jedoch aus einem Stück gefertigt sind (Monoblock), mit 339-mm-Bremsscheiben.

## Vermarktung
Die Premiere des Coupés wurde auch im Internet live übertragen. Der Stream hatte bis zu 471.000 Zuseher. Deshalb kam es zeitweise zu einer Überlastung und einige Zuschauer konnten nicht mehr auf ihn zugreifen.
In den ersten Tagen nach der Fahrzeugpremiere wurde der Online-Konfigurator teilweise soweit ausgelastet, dass er für einige Benutzer über Stunden nicht nutzbar war. Innerhalb der ersten 72 Stunden nach der Premiere verzeichnete Chevrolet für die Website der Corvette über 750.000 Zugriffe, bis zum Ende des Monats der Vorstellung waren es 2,4 Millionen Zugriffe.
Ausgehend von der Ost- und Westküste der Vereinigten Staaten von Amerika starteten im August 2019 zwei Händlertouren zur Besichtigung des Fahrzeugs durch Kunden. Sie sollen noch fünf Monate dauern.
Einige Wochen nach der ersten Präsentation wurde vom GM-Chefdesigner Michael Simcoe während der Veranstaltung Concours d’Elegance of America das erste Modelljahr als fast ausverkauft bezeichnet. Von einigen Personen, so die Website Topspeed, wurde die Aussage jedoch insoweit missverstanden, dass ein Großteil der Produktionsmenge bis zum Produktionsende ausverkauft sei. Chevrolet-Händler, die die Corvette verkaufen möchten, benötigen, wie auch schon für vorherige Modellgenerationen üblich, eine Zertifizierung seitens GM. Bei einigen Händlern wird davon ausgegangen, dass sie aufgrund der hohen Nachfrage Aufschläge auf den Listenpreis verlangen.
Auch die Präsentationsveranstaltung für das Cabriolet vor Vertretern der Medien wurde aufgezeichnet, aber nicht gleichzeitig übertragen. Für die Öffentlichkeit gab es am 3. Oktober 2019 zwei Vorstellungszeiten für die Fahrzeugpremiere. Eine Eintrittskarte für Veranstaltungsbesucher kostete 57 US-$.
Die C8 wurde ausschließlich für das Modelljahr 2020 ebenfalls als Holden Corvette in Australien und Neuseeland vertrieben.
Seit Oktober 2021 wird die Baureihe auch auf mehreren europäischen Märkten angeboten. Zum Marktstart war die auf 16 Exemplare limitierte Launch Edition verfügbar. Um die Abgasvorschriften einzuhalten, hat das Fahrzeug einen Ottopartikelfilter, weswegen die maximale Leistung geringer ausfällt.

## Technische Daten
Quelle:

### Motor
| Modell            | Motorart  | Motoreinbaulage    | Motorcode | Hubraum  | Motorbauart | max. Leistung                   | max. Drehmoment        | Bauzeit      |
| ----------------- | --------- | ------------------ | --------- | -------- | ----------- | ------------------------------- | ---------------------- | ------------ |
| Stingray (Europa) | Ottomotor | Mittelmotor hinten | LT2       | 6162 cm³ | V8          | 354 kW (482 PS) bei 6450 min−1  | 613 Nm bei 4500 min−1  | seit 10/2021 |
| Stingray          | Ottomotor | Mittelmotor hinten | LT2       | 6162 cm³ | V8          | 369 kW (502 PS) bei 6450 min−1  | 637 Nm bei 5150 min−1  | seit 12/2019 |
| Z06               | Ottomotor | Mittelmotor hinten | LT6       | 5463 cm³ | V8          | 500 kW (680 PS) bei 8400 min−1  | 623 Nm bei 6300 min−1  | seit 07/2022 |
| ZR1               | Ottomotor | Mittelmotor hinten | LT7       | 5463 cm³ | V8          | 794 kW (1079 PS) bei 7000 min−1 | 1123 Nm bei 6000 min−1 | seit 2025    |

| Modell            | Motorart  | Leistung | Bauzeit      | Bohrung × Hub     | Verdichtungsverhältnis | Motoraufladung | Gemischaufbereitung      | max. Einspritzdruck | Lastpunktverschiebung |
| ----------------- | --------- | -------- | ------------ | ----------------- | ---------------------- | -------------- | ------------------------ | ------------------- | --------------------- |
| Stingray (Europa) | Ottomotor | 354 kW   | seit 10/2021 | 103,25 mm × 92 mm | 11,5 : 1               | —              | Benzindirekteinspritzung | 150 bar             | Zylinderabschaltung   |
| Stingray          | Ottomotor | 369 kW   | seit 12/2019 | 103,25 mm × 92 mm | 11,5 : 1               | —              | Benzindirekteinspritzung | 150 bar             | Zylinderabschaltung   |
| Z06               | Ottomotor | 500 kW   | seit 07/2022 | 104,25 mm × 80 mm | 12,5 : 1               | —              | Benzindirekteinspritzung | 350 bar             |                       |
| ZR1               | Ottomotor | 794 kW   | seit 2025    |                   | 9,8 : 1                | Biturbo        | Benzindirekteinspritzung | 350 bar             |                       |

| Modell            | Motorart  | Leistung | Bauzeit      | Ventilsteuerung | Ventile pro Zylinder | Ventilbetätigung                 | Nockenwellenverstellung | Motorschmierung |
| ----------------- | --------- | -------- | ------------ | --------------- | -------------------- | -------------------------------- | ----------------------- | --------------- |
| Stingray (Europa) | Ottomotor | 354 kW   | seit 10/2021 | OHV             | 2                    | Pushrod, Kipphebel + Hydrostößel | Phasenverstellung       | Trockensumpf    |
| Stingray          | Ottomotor | 369 kW   | seit 12/2019 | OHV             | 2                    | Pushrod, Kipphebel + Hydrostößel | Phasenverstellung       | Trockensumpf    |
| Z06               | Ottomotor | 500 kW   | seit 07/2022 | DOHC            | 4                    |                                  |                         | Trockensumpf    |
| ZR1               | Ottomotor | 794 kW   | seit 2025    | DOHC            | 4                    |                                  |                         | Trockensumpf    |

### Messwerte
| Modell            | Motorart  | Leistung | Bauzeit      | Verbrauch, kombiniert (1) | Abgasnachbehandlung             | Höchstgeschwindigkeit | Beschleunigung, 0–100 km/h |
| ----------------- | --------- | -------- | ------------ | ------------------------- | ------------------------------- | --------------------- | -------------------------- |
| Stingray (Europa) | Ottomotor | 354 kW   | seit 10/2021 | 12,1 l/100 km             | Katalysator, Ottopartikelfilter | 296 km/h              | 3,5 s                      |
| Stingray          | Ottomotor | 369 kW   | seit 12/2019 | 12,4 l/100 km             | Katalysator                     | 312 km/h              | 2,9 s (0–60 mph)           |
| Z06               | Ottomotor | 500 kW   | seit 07/2022 |                           |                                 | 304 km/h              | 2,7 s                      |
| ZR1               | Ottomotor | 794 kW   | seit 2025    |                           |                                 | 375 km/h              | 2,3 s                      |

### Antriebsstrang
| Modell            | Motorart  | Leistung | Bauzeit      | Antriebsart, Serie | Antriebsart, Option | Getriebe, Serie                | Getriebe, Option |
| ----------------- | --------- | -------- | ------------ | ------------------ | ------------------- | ------------------------------ | ---------------- |
| Stingray (Europa) | Ottomotor | 354 kW   | seit 10/2021 | Hinterradantrieb   | —                   | 8-Gang-Doppelkupplungsgetriebe | —                |
| Stingray          | Ottomotor | 369 kW   | seit 12/2019 | Hinterradantrieb   | —                   | 8-Gang-Doppelkupplungsgetriebe | —                |
| Z06               | Ottomotor | 500 kW   | seit 07/2022 | Hinterradantrieb   | —                   | 8-Gang-Doppelkupplungsgetriebe | —                |
| ZR1               | Ottomotor | 794 kW   | seit 2025    | Hinterradantrieb   | —                   | 8-Gang-Doppelkupplungsgetriebe | —                |

### Karosserie
| Modell            | Motorart  | Leistung | Bauzeit      | Länge × Breite × Höhe            | Radstand | Spur vorne | Spur hinten | Leergewicht | Tankinhalt |
| ----------------- | --------- | -------- | ------------ | -------------------------------- | -------- | ---------- | ----------- | ----------- | ---------- |
| Stingray (Europa) | Ottomotor | 354 kW   | seit 10/2021 | 4634 mm × 1934 mm × 1235 mm      | 2722 mm  | 1647 mm    | 1590 mm     | 1730 kg (1) | k. A.      |
| Stingray          | Ottomotor | 369 kW   | seit 12/2019 | 4630 mm × 1933 mm × 1234 mm      | 2723 mm  | 1648 mm    | 1586 mm     | 1527 kg (1) | k. A.      |
| Z06               | Ottomotor | 500 kW   | seit 07/2022 | 4688–4722 mm × 2025 mm × 1235 mm | 2722 mm  | 1685 mm    | 1678 mm     | 1561 kg (1) | 70 l       |
| ZR1               | Ottomotor | 794 kW   | seit 2025    | 4722 mm × 2025 mm × 1234 mm      | 2723 mm  | 1685 mm    | 1678 mm     | 1665 kg (1) | 70 l       |

### Fahrwerk
| Modell            | Motorart  | Leistung | Bauzeit      | Vorderradaufhängung                            | Hinterradaufhängung                            | Bremsenbauart rundum | Bremsscheibendurchmesser vorn, Serie | …, Option | Bremsscheibendurchmesser hinten | …, Option |
| ----------------- | --------- | -------- | ------------ | ---------------------------------------------- | ---------------------------------------------- | -------------------- | ------------------------------------ | --------- | ------------------------------- | --------- |
| Stingray (Europa) | Ottomotor | 354 kW   | seit 10/2021 | Doppelquerlenkeraufhängung, Einrohrstoßdämpfer | Doppelquerlenkeraufhängung, Einrohrstoßdämpfer | Scheibenbremsen      | 345 mm                               | n. a.     | 350 mm                          | n. a.     |
| Stingray          | Ottomotor | 369 kW   | seit 12/2019 | Doppelquerlenkeraufhängung, Einrohrstoßdämpfer | Doppelquerlenkeraufhängung, Einrohrstoßdämpfer | Scheibenbremsen      | 321 mm                               | 345 mm    | 339 mm                          | 350 mm    |
| Z06               | Ottomotor | 500 kW   | seit 07/2022 | Doppelquerlenkeraufhängung, Einrohrstoßdämpfer | Doppelquerlenkeraufhängung, Einrohrstoßdämpfer | Scheibenbremsen      | 370 mm                               | 398 mm    | 380 mm                          | 390 mm    |
| ZR1               | Ottomotor | 794 kW   | seit 2025    | Doppelquerlenkeraufhängung, Einrohrstoßdämpfer | Doppelquerlenkeraufhängung, Einrohrstoßdämpfer | Scheibenbremsen      | 370 mm                               | n. a.     | 390 mm                          | n. a.     |

### Räder
| Modell            | Motorart  | Leistung | Bauzeit      | Werkstoff Räder             | Felgendurchmesser, Räder vorne, Serie | …, Räder hinten, Serie | Reifen vorne, Serie | Reifen hinten, Serie |
| ----------------- | --------- | -------- | ------------ | --------------------------- | ------------------------------------- | ---------------------- | ------------------- | -------------------- |
| Stingray (Europa) | Ottomotor | 354 kW   | seit 10/2021 | Aluminium                   | 19″                                   | 20″                    | 245/35ZR19          | 305/30ZR20           |
| Stingray          | Ottomotor | 369 kW   | seit 12/2019 | Aluminium                   | 19″                                   | 20″                    | 245/35ZR19          | 305/30ZR20           |
| Z06               | Ottomotor | 500 kW   | seit 07/2022 | Aluminium (Carbon optional) | 20″                                   | 21″                    | 275/30ZR20          | 345/25ZR21           |
| ZR1               | Ottomotor | 794 kW   | seit 2025    |                             | 20″                                   | 21″                    | 275/30ZR20          | 345/25ZR21           |